# 国際楽譜ライブラリープロジェクト
国際楽譜ライブラリープロジェクト（こくさいがくふライブラリープロジェクト、International Music Score Library Project、IMSLP）は、無料で使用できる楽譜などのバーチャルな図書館を作成しようとする、インターネット上のプロジェクト。別名ペトルッチ楽譜ライブラリー (Petrucci Music Library)。2018年2月19日現在、楽譜と録音あわせて425,000点以上を収録している。
パブリックドメインになった楽譜を中心とするが、作品を無償で共有することを希望する作曲家の楽譜も含む。利用者は、免責事項に同意することによって、著作権がパブリックドメインないしクリエイティブコモンズ（一部にクリエイティブコモンズに類似するライセンスを含む）となっているクラシック音楽作品の楽譜が、PDF等のファイル形式で、無料で入手できる。
ヨハン・ゼバスティアン・バッハ、ショパン、ブラームス、ヘンデル、コレッリ、フォーレの全楽曲などが利用できる。
一つの音楽作品に、複数の楽譜ファイルを用意することのできることが特徴の一つである。たとえば、
- 合奏の楽譜の多くは総譜であるが、パート譜の入手できる作品も多い。
- 出版譜が多いが、複数の版が用意されていたり、自筆譜が用意されているものもある。

IMSLPはMediaWikiソフトウェアに基づいており、ウィキペディア同様、利用者が自由にサイトを編集したり、追加したり、楽譜をアップロードすることが可能なシステムとなっている。また、楽曲分析や版の比較などの研究をウィキ上で行うこともできる。
サイトのサーバーが置かれているのはカナダであるため、利用者は、カナダと、利用者自身がいる国（地域）の両方の著作権法その他各法規を遵守することが求められている。

## 歴史

### プロジェクトの開始
このプロジェクトは2006年に当時18歳の学生であったEdward W. Guo（Feldmahler名義で活動）によって創設された。この計画の主たる狙いの一つは、1851年-1899年に編纂されたバッハ協会による旧バッハ全集を網羅することであった。この目標は2008年中に達成された。

### 閉鎖と再開
プロジェクトは2007年8月と10月の二度に渡り、ウニヴェルザール出版社 (Universal Edition:UE) から、著作権を侵害しているとした排除勧告文書を受け取った。その中で問題とされたのは、公開されていた楽譜の著作権についてであった。カナダや日本では作曲者の著作権の保護期間は作曲者の死後50年間である。ところが、EUの著作権法では死後70年保護される。そこで、UE社は、ヨーロッパで著作権が切れておらず自社の権利が生きている楽譜の公開を権利侵害であるとして、2週間以内に削除せよと要求したものであった。 
プロジェクトの主導者であったFeldmahlerは、これへの対応に疲弊し、一介の学生にすぎない自分には経済面でも気力の面でもこれ以上の対応は困難であるとして、プロジェクトの閉鎖を発表した。しかし、プロジェクト・グーテンベルクのリーダーであるマイケル・S・ハートやGNUプロジェクトの主導者であるリチャード・ストールマン、多くの法律の専門家らからの助言や支援を受け、東部標準時で2008年7月1日午前零時（日本時間7月1日午後2時）、IMSLPは再びオンラインとなった。

### 発展
収録データは順調に増大し、2009年5月5日には楽曲数が15,000曲を超え、同年6月11日には楽譜総数が30,000を超えた。2012年2月には収録作品の作曲者数が7000人を超えた。2018年2月19日現在で、収録された楽譜は425,000冊、所蔵曲は129,000曲となった。
2011年8月にはWerner Icking Music Archive(WIMA)のコンテンツがIMSLPに統合されることが決定し、翌年7月に統合作業が完了した。
2010年6月には録音データの収録を開始、2011年1月には動画の投稿も出来るようになるなど、「楽譜」以外のコンテンツの整備も進められている。

## 評価
2009年にはPC magazine誌 の"Top 100 websites"に選出された。また、国際的なオンライン教材共有プロジェクトであるMultimedia Education Resource for Learning and Online Teaching（MERLOT）に教材としての有用性が評価され、2009年の MERLOT Classics Award も受賞した。